# Tênis nos Jogos Sul-Americanos de 2014
As competições de Tênis nos Jogos Sul-Americanos de 2014 ocorreram entre 7 e 18 de Março de 2014 em, Santiago.
Das 5 modalidades disputadas a Argentina e a Venezuela conquistaram dois ouros cada o outro ouro ficou com o Brasil no evento simples feminino.

## Quadro de medalhas
| Ordem | País      | Medalha de ouro | Medalha de prata | Medalha de bronze | Total |
| ----- | --------- | --------------- | ---------------- | ----------------- | ----- |
| 1     | Argentina | 2               | 1                | 0                 | 3     |
| 2     | Venezuela | 2               | 0                | 0                 | 2     |
| 3     | Brasil    | 1               | 0                | 1                 | 2     |
| 4     | Paraguai  | 0               | 2                | 0                 | 2     |
| 5     | Chile     | 0               | 1                | 3                 | 4     |
| 6     | Colômbia  | 0               | 1                | 0                 | 1     |
| 7     | Peru      | 0               | 0                | 1                 | 1     |
| Total | Total     | 5               | 5                | 5                 | 15    |

## Medalhistas
| Evento             | Ouro                                 | Prata                                          | Bronze                                       |
| ------------------ | ------------------------------------ | ---------------------------------------------- | -------------------------------------------- |
| Eventos masculinos |                                      |                                                |                                              |
| Simples            | ARG Facundo Bagnis                   | ARG Guido Andreozzi                            | CHI Paul Capdeville                          |
| Duplas             | ARG Guido Andreozzi e Facundo Bagnis | COL Nicolás Barrientos e Carlos Salamanca      | CHI Jorge Aguilar e Paul Capdeville          |
| Eventos femininos  |                                      |                                                |                                              |
| Simples            | BRA Paula Cristina Gonçalves         | PAR Verónica Cepede Royg                       | PER Bianca Botto                             |
| Duplas             | VEN Andrea Gámiz e Adriana Pérez     | PAR Verónica Cepede Royg e Montserrat González | BRA Paula Cristina Gonçalves e Laura Pigossi |
| Eventos mixtos     |                                      |                                                |                                              |
| Duplas             | VEN David Suoto e Adriana Pérez      | CHI Nicolas Jarry e Camila Silva               | CHI Jorge Aguilar e Andrea Koch Benvenuto    |